# Claudia Lapacó
Claudia Lapacó (Buenos Aires, 25 de junio de 1940) es una primera actriz, cantante y bailarina argentina con una larga trayectoria en cine, televisión y teatro, principalmente en musicales y como notable comediante.

## Biografía

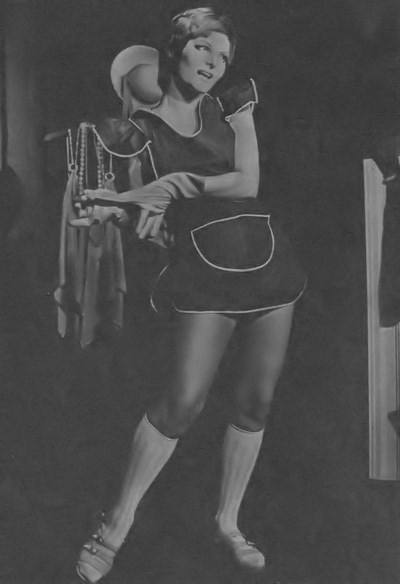
Claudia Lapacó en su café concert Ódienme o quiéranme de 1974.

Es hija de padre ruso y madre francesa (fallecidos ambos a los 60 y 62 años a causa de un ataque cardíaco), exiliados en Argentina en 1939 antes de la Segunda Guerra Mundial. Su padre apenas llegó a la Argentina, se hizo socio del Club Francés de Buenos Aires, donde Claudia festejó tiempo después sus quince años de edad.
Vivió primero en el barrio de Caballito, donde aprendió patinaje y natación, y donde conoció a su gran amiga Sara Grimberg. En 1948 se fue a vivir con su familia a Morón (Calle Buen Viaje, 346), estudiando en el Colegio Ward de Villa Sarmiento, que era un lujoso colegio americano. Durante sus estudios tuvo que rendir libre sexto grado para entrar en el Teatro Colón, cuyo ingreso fue rechazado. Primer año lo cursó en el Nacional de Morón y Segundo y Tercer año volvió al Ward, donde los sábados daba clases de teatro Sara Bianchi. Cuarto y Quinto año Nacional los cursó en el Liceo Nro. 1 de Señoritas al mismo tiempo que tomaba clases de teatro con la notable profesora de actuación Heddy Crilla. En 1961 siendo ya actriz profesional en Argentina tuvo una beca para estudiar diez meses en París en el Centro de Arte Dramático, quedándose en allí más tiempo, volviendo al país en 1963.
Estudió idiomas, danza y teatro. Tiene una única hermana, Michelle Lapacó, una médica pediatra nacida en 1937.
Se inició como modelo, bailarina, actriz y cantante y su salto a la fama llegó como actriz en televisión en la legendaria novela El amor tiene cara de mujer de Nené Cascallar.
En 1967 obtuvo un gran éxito teatral como La dama del Maxim's de Georges Feydeau, luego hizo radio y televisión con Nicolás Mancera y en  El Chupete con Alberto Olmedo y otros programas.
En 1971 protagonizó un exitoso show de café-concert con Antonio Gasalla y Carlos Perciavalle llamado Nosotros tres. Y en 1979 en el Teatro Maipo junto a Gasalla.
Sin dejar de trabajar en todos estos años, es en los últimos 25 años que ha tenido acceso a los mejores roles en teatro: La pulga en la oreja, Seis personajes en busca de autor, Súbitamente el último verano, Corpiñeras, El zoo de cristal, La profesión de la Señora Warren, Los monstruos sagrados, Viaje de un largo día hacia la noche, Filosofía de vida, La laguna dorada, Filomena Marturano, Madre coraje. Ha sido dirigida por grandes nombres de la escena como Helena Tritek, China Zorrilla, Alicia Zanca, Lorenzo Quinteros, Jorge Lavelli y Javier Daulte, entre otros.
Además protagonizó importantes comedias musicales: La jaula de las locas, Las mil y una noches (Dir. Pepe Cibrián Campoy en el Estadio Luna Park), La Nona (Teatro Presidente Alvear), Aplausos (Teatro El Nacional), La inhundible Molly Brown en el Teatro Lola Membrives, Para qué las canciones en la Casona del Teatro y El cumpleaños de la tortuga, entre otras.
En la década de 1960 estuvo casada con el actor Rodolfo Bebán, con quien tuvo a sus dos hijos, Rodrigo y Diego. Luego compartió diez años de su vida junto al animador Sergio Velasco Ferrero, con quien representó espectáculos de café-concert como Ódienme o quiéranme, Payasada, Sexi-bon, Velasco Presidente y Mundialito Show, entre otros. Volvió a la Televisión con Resistiré, Naranja y media, Doble vida, Al límite, El Capo, La dueña, Historia clínica, entre otros.

## Trabajos en cine
| Año  | Título                                    | Personaje            | Notas                    |
| ---- | ----------------------------------------- | -------------------- | ------------------------ |
| 1960 | ...Y el demonio creó a los hombres        | Mujer #2             | Cameo                    |
| 1960 | El asalto                                 | Mujer en boite       | Cameo                    |
| 1960 | Yo quiero vivir contigo                   | Mujer en piscina     | Cameo                    |
| 1962 | Delito                                    | Mujer en fiesta      | Cameo                    |
| 1963 | Allá donde el viento brama                | Amilda               |                          |
| 1966 | Romeo y Julieta                           | Julieta              | Película para televisión |
| 1967 | Gran Hotel Carroussell                    | Blanca               | Película para televisión |
| 1975 | No hay que aflojarle a la vida            | Magdalena Villamayor |                          |
| 1985 | Flores robadas en los jardines de Quilmes | La Guerrico          |                          |
| 2001 | Arregui, la noticia del día               | Chantal              |                          |
| 2002 | Un día de suerte                          | Madre                |                          |
| 2004 | Cama adentro                              | Perla                |                          |
| 2006 | Solos                                     | Madre de Enrique     |                          |
| 2006 | El amor y la ciudad                       | Dra. Escobar         |                          |
| 2010 | Eva & Lola                                | Beatriz              |                          |
| 2010 | Lengua materna                            | Estela               |                          |
| 2013 | Bienvenido Brian                          | Alicia               | Película para televisión |
| 2016 | Huguito                                   | Marta                | Cortometraje             |
| 2016 | Ay, viejito                               | María                | Cortometraje             |
| 2017 | Mirada de cristal                         | Dra. Alves           |                          |
| 2018 | El amor menos pensado                     | Cora                 |                          |
| 2024 | Los justos                                | Doña Rosa            |                          |

## Trabajos en teatro
- 1958: Somos nietos de una abuela.
- 1958: Deliciosamente amoral.
- 1965: Las amorosas.
- 1967: La dama del Maxim's.
- 1968: La tercera palabra.
- 1968-1969: Vivíamos un sueño.
- 1969: El cumpleaños de la tortuga.
- 1970: Un tal Joe Miller.
- 1971: Manzanas para Eva.
- 1971: Nosotros tres.
- 1973: Ódienme o quiéranme.
- 1977: Sexy bon.
- 1979: El Maipo es el Maipo y Gasalla es Gasalla.
- 1981: Velazco presidente.
- 1983-1984: Entretelones.
- 1984: Lo que vio el mayordomo.
- 1985: De Boedo a Monmartre.
- 1986: Cierra los ojos, querida, y hazlo por la patria.
- 1986: La jaula de las locas (versión musical).
- 1987: Dando pasos.
- 1988: La torre de Babel.
- 1991: La inhundible Molly Brown.
- 1992-1993: Salven al cómico.
- 1995: La pulga en la oreja.
- 1996: Otros paraísos.
- 1998: La cena.
- 1998: Seis personajes en busca de autor.
- 1999: De repente, el último verano.
- 2000: Corpiñeras.
- 2001-2010: Las mil y una noches.
- 2001: La nona (versión musical).
- 2002: El zoo de cristal.
- 2002: Para qué las canciones.
- 2003-2015: Shinkiro (Espejismo).
- 2004: Aplausos.
- 2005-2007: La profesión de la señora Warren.
- 2006-2007: Días contados.
- 2007-2008: Los monstruos sagrados.
- 2008-2009: Tres viejas plumas.
- 2010-2011: Viaje de un largo día hacia la noche.
- 2011-2012: Filosofía de vida.
- 2012-2013: Una vida mejor.
- 2013-2014: La laguna dorada.
- 2015-2016: Más respeto que soy tu madre.
- 2016-2017: Filomena Marturano.
- 2018-2019: Madre coraje.

## Trabajos en televisión

### Ficciones
| Año       | Título                                  | Personaje                                            |
| --------- | --------------------------------------- | ---------------------------------------------------- |
| 1955      | Por mi miedo extremo                    |                                                      |
| 1956      | El mas alla                             | Amelia                                               |
| 1957      | Mis vidas                               | Sara                                                 |
| 1958      | Mi gran epoca                           | Imelda                                               |
| 1959      | Mañana sera primavera                   | Alicia                                               |
| 1959      | Historiadoras                           | Varios                                               |
| 1960      | Doctores y Doctoras                     | Dra. Elisa Beltran                                   |
| 1961      | Arsenio Lupin                           | Olga                                                 |
| 1962-1964 | Sabado circular                         | Varios                                               |
| 1965      | Criatura                                | Victoria                                             |
| 1966-1967 | El amor tiene cara de mujer             | Claudia                                              |
| 1968      | Macaria                                 | Rosa Guillen / Damiana Guillen                       |
| 1969      | Ave de Fe                               | Sandra Lombardo                                      |
| 1970      | Corazon Salvaje                         | Condesa Aimée Altamira Matamoros de Montenegro-Moler |
| 1971-1972 | Las grandes novelas                     | Varios                                               |
| 1972      | No quiero tu compasión                  | Bianca Olmedo                                        |
| 1972      | La fiera                                | Muriel Fernández                                     |
| 1973      | Tardes de cine y teatro                 | Celia "Ep: Rosaura, a las diez"                      |
| 1973      | El mundo del espectáculo                | Verónica "Ep: El mundo de la revista"                |
| 1973      | Teatro como en el teatro                | Varios                                               |
| 1973      | El chupete                              | Claudia                                              |
| 1976      | El embrujo                              | Nora Valdés de Martino                               |
| 1975      | Dos hermanas                            | Eva Astrada                                          |
| 1977      | El humor de Niní Marshall               | Cándida "Ep: Cándida"                                |
| 1977      | Milagros de vivir                       | Hilda Alvarado                                       |
| 1977-1978 | Sara                                    | Rita Bustamante                                      |
| 1978      | Cita con la muerte                      | Camila                                               |
| 1979      | El gran paraiso                         | Mónica Santana                                       |
| 1980-1981 | Galería                                 | Claudia                                              |
| 1981      | S. T. Empresario de estrellas           | Claudia Moreno                                       |
| 1981      | Hilda                                   | Gabriela Piñeiro                                     |
| 1982      | Los especiales de ATC                   | Laura "Ep: La cacería del zorro"                     |
| 1982      | La historieta                           | Casilda "Ep: El prisionero de Senda"                 |
| 1982      | La historieta                           | Luz "Ep: Drácula"                                    |
| 1982      | La historieta                           | Lady "Ep: Lady Godiva"                               |
| 1982      | Cenizas y Diamantes                     | Lucrecia de Beggio                                   |
| 1983      | Los días contados                       | María Marta                                          |
| 1983      | Mamá por horas                          | Estela                                               |
| 1984      | Relaciones amargas                      | Beatriz Ruvalcaba vda. de Campos                     |
| 1985      | Juana Iris                              | Margarita Santacilia                                 |
| 1986      | De Cuarta                               | María Romero                                         |
| 1986      | Pasión y poder                          | Nina Godoy de Montenegro                             |
| 1987      | Clave de Sol                            | Claudia                                              |
| 1987      | Despues del atardecer                   | Dra. Leonor Rívas                                    |
| 1988      | Plomera de mi barrio                    | Malvina Cruz                                         |
| 1989      | Como la vida misma                      | Paula Guerrero                                       |
| 1991      | Mil Sentimientos                        | Pilar Madrigal                                       |
| 1993      | Dale Loly                               | Marcela                                              |
| 1996      | Los especiales de Doria                 | Sofía "Ep: Noche terrible"                           |
| 1997      | Naranja y media                         | Mabel Zabala                                         |
| 1998      | Verano del 98                           | Adelina                                              |
| 2000      | Campeones de la vida                    | Olga Reyes                                           |
| 2001      | Los amantes                             | Matilde                                              |
| 2003      | Resistiré                               | Eladia de Moreno                                     |
| 2005      | Numeral 15                              | Angelica "Ep: Sin crédito"                           |
| 2005      | Doble vida                              | Ángela                                               |
| 2005      | Floricienta                             | Ana De La Hoya vda de Calderón                       |
| 2005      | 1/2 falta                               | Madre de Laura                                       |
| 2006      | Al límite                               | Varios                                               |
| 2007      | El Capo                                 | Janah                                                |
| 2008      | Casi ángeles                            | Dora                                                 |
| 2011      | Decisiones de vida                      | Mercedes "Ep: De mi sangre"                          |
| 2012      | La dueña                                | Teresa Fernández                                     |
| 2012      | Graduados                               | Rectora Barreiro                                     |
| 2013      | Historia clínica                        | Tita Merello "Ep: Tita Merello: Cuando yo me vaya"   |
| 2014      | La celebración                          | Silvia "Ep: Homenaje"                                |
| 2014      | Doce casas, Historia de mujeres devotas | Ester "Semana 1: Historia de Lidia y Ester"          |
| 2017      | Golpe al corazón                        | Luisa "Chuna" Mansilla                               |
| 2018      | La caída                                | Sara                                                 |
| 2022      | El buen retiro                          | Lili                                                 |

### Programas de TV
| Año  | Programa          | Rol        |
| ---- | ----------------- | ---------- |
| 1978 | Estudio 11        | Conductora |
| 2025 | Veintidós vientos | Conductora |

## Videoclips
| Año  | Video     | Artista       |
| ---- | --------- | ------------- |
| 2003 | Asesíname | Charly García |

## Premios

### Premios Martín Fierro
| Año  | Categoría                              | Trabajo Nominado | Resultado |
| ---- | -------------------------------------- | ---------------- | --------- |
| 2006 | Mejor actriz protagonista de novela    | Doble vida       | Ganadora  |
| 2007 | Mejor actriz de unitario y/o miniserie | Al límite        | Nominada  |
| 2008 | Mejor actriz de reparto de comedia     | El Capo          | Ganadora  |
| 2014 | Mejor actriz de unitario y/o miniserie | Historia clínica | Ganadora  |
| 2015 | Mejor actriz de unitario y/o miniserie | Doce casas       | Ganadora  |
| 2019 | Mejor actriz de unitario y/o miniserie | La caída         | Nominada  |

Obtuvo numerosas distinciones tanto en televisión como en teatro, tres Premios ACE, dos Premios Clarín, recibió el premio Trinidad Guevara, Florencio Sánchez, Podestá, Raíces y Atrevidas. Además fue distinguida con el Premio Konex en 2011, en la categoría de Actriz de Teatro.